# Liste der Baudenkmäler in Beratzhausen
Auf dieser Seite sind die Baudenkmäler in dem Oberpfälzer Markt Beratzhausen zusammengestellt. Diese Tabelle ist eine Teilliste der Liste der Baudenkmäler in Bayern. Grundlage ist die Bayerische Denkmalliste, die auf Basis des Bayerischen Denkmalschutzgesetzes vom 1. Oktober 1973 erstmals erstellt wurde und seither durch das Bayerische Landesamt für Denkmalpflege geführt wird. Die folgenden Angaben ersetzen nicht die rechtsverbindliche Auskunft der Denkmalschutzbehörde.

## Ensembles

### Ensemble Marktstraße

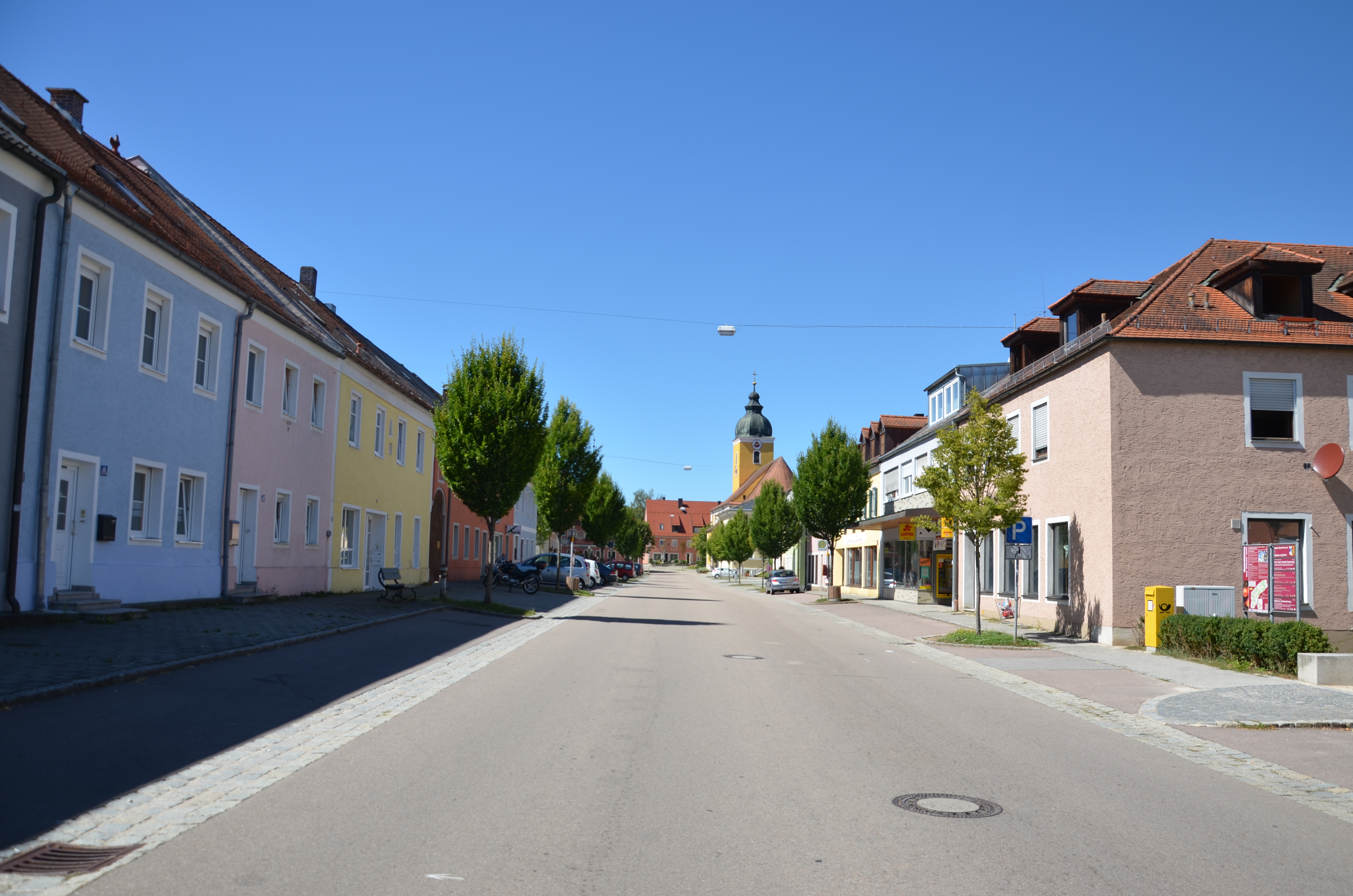

Das Ensemble in Form eines langgezogenen Straßenmarktes erinnert an die Marktfunktionen des an der Schwarzen Laaber gelegenen, 1035 erstmals genannten und 1432 als Markt nachweisbaren Ortes, der 1567 auch noch zu einem Sitz eines Pfleggerichts des Herzogtums Pfalz-Neuburg aufgewertet wurde. 
Die Bebauung des Marktes entstammt im Wesentlichen dem Wiederaufbau nach der Brandkatastrophe von 1827 in meist zweigeschossigen, traufseitigen Wohnhäusern mit einheitlicher Gliederung und Geschosshöhe. Am südöstlichen Ende der Straße finden sich noch einige Stadel, am Nordwestende ist die Bebauung stattlicher; offenbar blieben hier Häuser vom Brand verschont, wie das in der Mitte des 18. Jahrhunderts entstandene Anwesen Marktstraße 25. Den Abschluss und baulichen Höhepunkt bilden Rathaus und Pfarrkirche, beide aus dem 18. Jahrhundert, zusammen mit dem aus der Mitte des 19. Jahrhunderts stammenden Pfarrhof.
Aktennummer: E-3-75-118-1.

## Baudenkmäler nach Ortsteilen

### Beratzhausen
| Lage                                                                               | Objekt                                                             | Beschreibung | Akten-Nr.              | Bild                                |
| ---------------------------------------------------------------------------------- | ------------------------------------------------------------------ | --- | ---------------------- | ----------------------------------- |
| Färbergasse 5 (Standort)                                                           | Wohnhaus                                                           | Zweigeschossiger Walmdachbau mit korbbogiger Tordurchfahrt und dreigeschossigem Zwerchflügel mit Krüppelwalmdach, wohl 18. Jahrhundert | D-3-75-118-1 Wikidata  | Wohnhaus                            |
| Falkenstraße 16 (Standort)                                                         | Zugehöriger Gewölbekeller                                          | Bruchstein, teils in den anstehenden Felshang gehauen, wohl 18. Jahrhundert | D-3-75-118-46 Wikidata | Zugehöriger Gewölbekeller           |
| Gottfried-Kölwel-Platz 1 (Standort)                                                | Wohnhaus                                                           | Zweigeschossiger Walmdachbau mit korbbogigem Eingang und rückwärtigem Flügel, 18. Jahrhundert; Geburtshaus des Dichters Gottfried Kölwel (1889–1958) | D-3-75-118-2 Wikidata  | Wohnhaus                            |
| Hennenbergweg 16 (Standort)                                                        | Katholische Filialkirche und Friedhofskapelle St. Sebastian        | Traufständiger Saalbau mit eingezogenem Chor und verblechtem Dachreiter mit Spitzdach, spätgotisch, Mitte 15. Jahrhundert, 1713 verändert; mit Ausstattung | D-3-75-118-3 Wikidata  | weitere Bilder                      |
| Kirchplatz (Standort)                                                              | Mariensäule                                                        | Figur der Maria Immaculata auf ionischer Säule und Inschriftsockel, barock, bezeichnet „1717“ | D-3-75-118-63 Wikidata | Mariensäule                         |
| Kirchplatz 2; Marktstraße 26 (Standort)                                            | Katholische Pfarrkirche St. Peter und Paul                         | Saalbau mit eingezogenem Chor, Westturm mit Zwiebelhaube und Rahmengliederungen, 1762–64 von Gotthard Ettel und Peter Eichenseher, Turm Anfang 16. Jahrhundert; mit Ausstattung (siehe auch: Grabstein für Johann von Stauff zu Ehrenfels) Rest der Kirchhofmauer mit Kreuzigungsrelief des 16./17. Jahrhunderts | D-3-75-118-5 Wikidata  | weitere Bilder                      |
| Kirchplatz 5 (Standort)                                                            | Katholische Nebenkirche und ehemalige Friedhofskapelle St. Michael | Zweigeschossiger Karner, Saalbau mit abgewalmtem Satteldach, spätgotisch, nach 1432; mit Ausstattung | D-3-75-118-6 Wikidata  | weitere Bilder                      |
| Kreuzweg 15; Hohe Felsen; Am Sportplatz; Maria-Hilf-Berg; Mariahilfberg (Standort) | Katholische Filial- und Wallfahrtskirche Maria-Hilf                | Saalbau mit eingezogenem Chor und verschindeltem Dachreiter mit Zwiebelhaube, 1733–42, 1846 Wiederaufbau nach Brand; mit Ausstattung Kreuzweg, 14 Stationen, Kopfteil mit Satteldach auf Pfeiler und Sockel, Sandstein, bezeichnet „1876“ | D-3-75-118-8 Wikidata  | weitere Bilder                      |
| Laaberer Straße; Pfraundorfer Straße (Standort)                                    | Figur des heiligen Johannes Nepomuk                                | In Holzgehäuse, Ende 18. Jahrhundert | D-3-75-118-18 Wikidata | Figur des heiligen Johannes Nepomuk |
| Marktstraße 19 (Standort)                                                          | Bauinschrift                                                       | Kalkstein, bezeichnet „1828“ | D-3-75-118-10 Wikidata | Bauinschrift                        |
| Marktstraße 25 (Standort)                                                          | Wohn- und Geschäftshaus                                            | Zweigeschossiger und giebelständiger Mansarddachbau mit Halbwalm, Bemalung nach alter Vorlage, 18. Jahrhundert | D-3-75-118-11 Wikidata | Wohn- und Geschäftshaus             |
| Marktstraße 26 (Standort)                                                          | Katholisches Pfarrhaus                                             | Zweigeschossiger und gestelzter Flachwalmdachbau mit Gesimsunterteilung, Rundbogenstil, Mitte 19. Jahrhundert | D-3-75-118-12 Wikidata | Katholisches Pfarrhaus              |
| Marktstraße 33 (Standort)                                                          | Rathaus                                                            | Zweigeschossiger Walmdachbau mit Glockentürmchen, 1786–91 (bezeichnet „1791“) | D-3-75-118-13 Wikidata | weitere Bilder                      |
| Nähe Laaberer Straße (Standort)                                                    | Wegkapelle                                                         | Giebelständiger Satteldachbau mit stichbogigem Eingang, 19. Jahrhundert | D-3-75-118-7 Wikidata  | Wegkapelle                          |
| Obermühlweg (Standort)                                                             | Wegkapelle                                                         | Giebelständiges offenes Gehäuse mit Satteldach, 18. Jahrhundert | D-3-75-118-19 Wikidata | Wegkapelle                          |
| Paracelsusstraße 29 (Standort)                                                     | Ehemaliger Zehentstadel                                            | Dreigeschossiger und giebelständiger Satteldachbau mit rustiziertem Portal und Putzquaderungen, Renaissance, bezeichnet „1599“, geschnitzte Torflügel bezeichnet „1811“ | D-3-75-118-14 Wikidata | weitere Bilder                      |
| Schlosshof 2, 4, 6, 7, 9, 10, 12 (Standort)                                        | Ehemaliges Schlossareal                                            | Schlosshof 2–4: Wohnhaus, zweigeschossiges und traufständiges Doppelhaus mit Satteldach Schlosshof 6: Wohnhaus, zweigeschossiger und giebelständiger Satteldachbau in Ecklage Schlosshof 7 und 9: Rundturm mit schindelgedecktem Kegeldach und Reste der südlichen Ringmauer des ehemaligen Schlosses Schlosshof 9: Wohnhaus, zweigeschossiger und traufständiger Satteldachbau mit profilierten Fensterstöcken, spätmittelalterlich Reste der südlichen Ringmauer des Schlosses Schlosshof 10: Wohnhaus, zweigeschossiger und giebelständiger Satteldachbau (durchgreifend modernisiert) Schlosshof 12: Wohnhaus, dreigeschossiger und giebelständiger Walmdachbau, teilweise mit Fachwerkobergeschoss; im Kern 16. Jahrhundert | D-3-75-118-15 Wikidata | weitere Bilder                      |
| Unterlichtenberger Weg (Standort)                                                  | Feldkapelle, sogenanntes Franzenkapellchen                         | Offenes Gehäuse mit Satteldach und korbbogigem Eingang mit Frontpilastern, 18. Jahrhundert; mit Ausstattung | D-3-75-118-47 Wikidata | weitere Bilder                      |

### Aichhof
| Lage                 | Objekt     | Beschreibung                                                                           | Akten-Nr.              | Bild       |
| -------------------- | ---------- | -------------------------------------------------------------------------------------- | ---------------------- | ---------- |
| Aichhof 4 (Standort) | Wegkapelle | Giebelständiger Satteldachbau mit Pilastergliederung, 19. Jahrhundert; mit Ausstattung | D-3-75-118-20 Wikidata | Wegkapelle |

### Beilnstein
| Lage                     | Objekt               | Beschreibung | Akten-Nr.              | Bild           |
| ------------------------ | -------------------- | --- | ---------------------- | -------------- |
| Beilnstein 1 (Standort)  | Gasthaus Hammermühle | Dreigeschossiger und giebelständiger Satteldachbau mit zweigeschossigem Flügel, 17./18. Jahrhundert              | D-3-75-118-22 Wikidata | weitere Bilder |
| In Beilnstein (Standort) | Kapelle St. Anna     | Giebelständiger und gestelzter Saalbau abgewalmtem Satteldach und offenem Glockendachreiter, neugotisch, 1877–78 | D-3-75-118-21 Wikidata | weitere Bilder |

### Friesenhof
| Lage                       | Objekt     | Beschreibung | Akten-Nr.     | Bild       |
| -------------------------- | ---------- | --- | ------------- | ---------- |
| Nähe Friesenhof (Standort) | Hofkapelle | Giebelständiger Saalbau mit eingezogener Apsis, Krüppelwalmdach und Dachreiter mit Spitzdach, neugotisch, 1904; mit Ausstattung | D-3-75-118-23 | Hofkapelle |

### Friesenmühle
| Lage                                     | Objekt          | Beschreibung                                                                                | Akten-Nr.              | Bild            |
| ---------------------------------------- | --------------- | ------------------------------------------------------------------------------------------- | ---------------------- | --------------- |
| Bahnlinie Regensburg–Nürnberg (Standort) | Eisenbahnbrücke | Eisenfachwerk auf zwei konischen Pfeilern und Widerlagern, Verkleidung mit Quadern, 1870–72 | D-3-75-118-61 Wikidata | Eisenbahnbrücke |

### Haderlsdorf
| Lage                   | Objekt              | Beschreibung | Akten-Nr.              | Bild           |
| ---------------------- | ------------------- | --- | ---------------------- | -------------- |
| Schlossberg (Standort) | Burgruine Ehrenfels | Anlage um 1250, Zerstörung 1635, Ringmauer mit ursprünglich sieben Türmen, davon erhalten zwei zylindrische Türme und ein halbschaliger Turm auf der Südwestseite, Bruchstein und Buckelquader, um 1416, und Reste eines Wohngebäudes in der Hauptburg, spätmittelalterlich; mit Wall-Graben-Anlage | D-3-75-118-24 Wikidata | weitere Bilder |

### Hardt
| Lage                | Objekt                                 | Beschreibung                                                                                                   | Akten-Nr.              | Bild                                   |
| ------------------- | -------------------------------------- | --- | ---------------------- | -------------------------------------- |
| Hardt 12 (Standort) | Katholische Filialkirche St. Katharina | Chorturmkirche mit verschindeltem Zeltdach, 14. Jahrhundert, barock verändert, Turm romanisch; mit Ausstattung | D-3-75-118-26 Wikidata | Katholische Filialkirche St. Katharina |

### Hölzlhof
| Lage                  | Objekt     | Beschreibung                                                            | Akten-Nr.              | Bild           |
| --------------------- | ---------- | ----------------------------------------------------------------------- | ---------------------- | -------------- |
| Hölzlhof 1 (Standort) | Hofkapelle | Giebelständiger Satteldachbau mit Frontpilastern, 1762; mit Ausstattung | D-3-75-118-27 Wikidata | weitere Bilder |

### Katharied
| Lage                   | Objekt   | Beschreibung                                       | Akten-Nr.              | Bild     |
| ---------------------- | -------- | -------------------------------------------------- | ---------------------- | -------- |
| Katharied 1 (Standort) | Gutshaus | Zweigeschossiger Steildachbau, 17./18. Jahrhundert | D-3-75-118-28 Wikidata | Gutshaus |

### Königsmühle
| Lage                     | Objekt | Beschreibung | Akten-Nr.              | Bild           |
| ------------------------ | ------ | --- | ---------------------- | -------------- |
| Königsmühle 1 (Standort) | Mühle  | Mühlenwohnhaus, zweigeschossiger Walmdachbau, im Kern 16./17. Jahrhundert, Umbau 1856, mit Inschrifttafel und Votivbild von 1493 Stadel, giebelständiger Block- und Fachwerkbau mit Satteldach und teilweise massivem Erdgeschoss aus Feldsteinen, 17./18. Jahrhundert | D-3-75-118-29 Wikidata | weitere Bilder |

### Mausermühle
| Lage                     | Objekt      | Beschreibung | Akten-Nr.              | Bild           |
| ------------------------ | ----------- | --- | ---------------------- | -------------- |
| Mausermühle 1 (Standort) | Mausermühle | Wohnhaus, zweigeschossiger und giebelständiger Satteldachbau mit Putzgliederungen und zweigeschossigem Anbau mit Satteldach, im Kern 17. Jahrhundert Zweiteiliger Wirtschaftsbau aus Stallstadel mit Krüppelwalmdach und Remise mit Satteldach, 17./18. Jahrhundert Backhaus, eingeschossiger Satteldachbau, 18. Jahrhundert Pumphaus, eingeschossiger Satteldachbau mit Treppe und Plungerpumpe, um 1912 | D-3-75-118-30 Wikidata | weitere Bilder |

### Mausheim
| Lage                  | Objekt                              | Beschreibung | Akten-Nr.              | Bild           |
| --------------------- | ----------------------------------- | --- | ---------------------- | -------------- |
| Mausheim 1 (Standort) | Katholische Filialkirche St. Thekla | Saalbau mit eingezogenem Chor und Dachreiter mit verschindeltem Spitzdach, Mitte 18. Jahrhundert; mit Ausstattung | D-3-75-118-31 Wikidata | weitere Bilder |

### Oberpfraundorf
| Lage                     | Objekt                                                    | Beschreibung | Akten-Nr.              | Bild           |
| ------------------------ | --------------------------------------------------------- | --- | ---------------------- | -------------- |
| Dorfstraße 46 (Standort) | Katholische Pfarr- und ehemalige Schlosskirche St. Martin | Saalbau mit eingezogener Apsis, Flankenturm mit Zwiebelhaube und Fassadengliederung, drittes Viertel 12. Jahrhundert, Langhaus 1743 verlängert; mit Ausstattung. Das Hauptfresko Glorie Mariens und Szenen der Vita des heiligen Michael werden von dem Kunsthistoriker Hans Christian Ries dem Münchner Kunstmaler des Neubarock Josef Wittmann zugeschrieben und wurden 1930 gemalt | D-3-75-118-33 Wikidata | weitere Bilder |

### Rechberg
| Lage                      | Objekt                                                     | Beschreibung | Akten-Nr.              | Bild           |
| ------------------------- | ---------------------------------------------------------- | --- | ---------------------- | -------------- |
| Grottengasse 6 (Standort) | Katholische Wallfahrts- und Filialkirche Mariä Heimsuchung | Saalbau mit eingezogenem Chor und Fassadenturm mit Zwiebelhaube und Pilastergliederung, Chor und Turm gotisch, Umbauten ab 1716, Langhaus zweite Hälfte 18. Jahrhundert; mit Ausstattung Friedhofsummauerung, wohl 17./18. Jahrhundert | D-3-75-118-35 Wikidata | weitere Bilder |

### Ruxhof
| Lage                               | Objekt    | Beschreibung | Akten-Nr.              | Bild      |
| ---------------------------------- | --------- | --- | ---------------------- | --------- |
| Ruxhof 1; Kapellenäcker (Standort) | Bauernhof | Wohnhaus (Wohnstallhaus), zweigeschossiger Walmdachbau mit gewölbtem Stall, 19. Jahrhundert, aufgestockt 1938/39 Austragshaus, eingeschossiger Satteldachbau mit Kniestock, bezeichnet „1914“ Hofkapelle, giebelständiger Satteldachbau, wohl 19. Jahrhundert; mit Ausstattung | D-3-75-118-36 Wikidata | Bauernhof |

### Schrotzhofen
| Lage                       | Objekt                             | Beschreibung | Akten-Nr.              | Bild           |
| -------------------------- | ---------------------------------- | --- | ---------------------- | -------------- |
| Schrotzhofen 10 (Standort) | Katholische Nebenkirche St. Helena | Saalbau mit eingezogener Apsis und Dachreiter mit Zwiebelhaube, Quadermauerwerk, romanisch, um 1200; mit Ausstattung | D-3-75-118-37 Wikidata | weitere Bilder |

### Schwarzenthonhausen
| Lage                              | Objekt                               | Beschreibung | Akten-Nr.              | Bild           |
| --------------------------------- | ------------------------------------ | --- | ---------------------- | -------------- |
| Schwarzenthonhausen 15 (Standort) | Bauernhaus                           | Zweigeschossiger und traufständiger Satteldachbau, erste Hälfte 19. Jahrhundert, bezeichnet „1886“ und „1913“                                    | D-3-75-118-38 Wikidata | Bauernhaus     |
| Schwarzenthonhausen 20 (Standort) | Katholische Filialkirche St. Andreas | Chorturmkirche mit verschindeltem Spitzdach, 13. Jahrhundert, Umbauten Ende 17. Jahrhundert; mit Ausstattung Friedhofsmauer, nachmittelalterlich | D-3-75-118-39 Wikidata | weitere Bilder |
| Schwarzenthonhausen 21 (Standort) | Bauernhaus                           | Eingeschossiger und traufständiger Satteldachbau mit erneuerter Putzgliederung, 18./19. Jahrhundert                                              | D-3-75-118-40 Wikidata | Bauernhaus     |

### Unterlichtenberg
| Lage                             | Objekt                   | Beschreibung | Akten-Nr.              | Bild                     |
| -------------------------------- | ------------------------ | --- | ---------------------- | ------------------------ |
| Nähe Unterlichtenberg (Standort) | Wegkapelle               | Giebelständiger Satteldachbau mit segmentbogigem Eingang, 18./19. Jahrhundert                                                              | D-3-75-118-41 Wikidata | Wegkapelle               |
| Unterlichtenberg 2 (Standort)    | Ehemaliges Wohnstallhaus | Eingeschossiger und giebelständiger Massivbau mit Steildach, 18. Jahrhundert                                                               | D-3-75-118-66 Wikidata | Ehemaliges Wohnstallhaus |
| Unterlichtenberg 3 (Standort)    | Wohnstallhaus            | Eingeschossiger und giebelständiger Massivbau mit steilem Greddach, 18. Jahrhundert, mit böhmischen Kappen im Stall, Mitte 19. Jahrhundert | D-3-75-118-65 Wikidata | Wohnstallhaus            |

### Unterpfraundorf
| Lage                   | Objekt                            | Beschreibung                                                                                                   | Akten-Nr.              | Bild           |
| ---------------------- | --------------------------------- | --- | ---------------------- | -------------- |
| Jakobsweg 2 (Standort) | Katholische Nebenkirche St. Jakob | Saalbau mit eingezogenem Chor, Walmdach und Dachreiter mit Verblechung und Zwiebelhaube, 1683; mit Ausstattung | D-3-75-118-42 Wikidata | weitere Bilder |

### Uttenhof
| Lage                  | Objekt                                | Beschreibung                                                               | Akten-Nr.              | Bild                                  |
| --------------------- | ------------------------------------- | -------------------------------------------------------------------------- | ---------------------- | ------------------------------------- |
| Uttenhof 1 (Standort) | Bauernhaus (ehemaliges Wohnstallhaus) | Eingeschossiger und traufständiger Satteldachbau, 17./18. Jahrhundert      | D-3-75-118-43 Wikidata | Bauernhaus (ehemaliges Wohnstallhaus) |
| Uttenhof 2 (Standort) | Bauernhaus                            | Zweigeschossiger und giebelständiger Satteldachbau, Anfang 19. Jahrhundert | D-3-75-118-44 Wikidata | Bauernhaus                            |

### Zehenthof
| Lage                   | Objekt                | Beschreibung                                                                            | Akten-Nr.              | Bild                  |
| ---------------------- | --------------------- | --------------------------------------------------------------------------------------- | ---------------------- | --------------------- |
| Zehenthof 1 (Standort) | Ehemaliges Bauernhaus | Eingeschossiger und traufständiger Mansarddachbau mit Putzgliederungen, 18. Jahrhundert | D-3-75-118-45 Wikidata | Ehemaliges Bauernhaus |

## Ehemalige Baudenkmäler
In diesem Abschnitt sind Objekte aufgeführt, die früher einmal in der Denkmalliste eingetragen waren, jetzt aber nicht mehr. Objekte, die in anderem Zusammenhang also z. B. als Teil eines Baudenkmals weiter eingetragen sind, sollen hier nicht aufgeführt werden. Aktennummern in diesem Abschnitt sind ehemalige, jetzt nicht mehr gültige Aktennummern.

| Lage                              | Objekt | Beschreibung                                                                                 | Akten-Nr.              | Bild   |
| --------------------------------- | ------ | -------------------------------------------------------------------------------------------- | ---------------------- | ------ |
| Beratzhausen Essenbügl (Standort) | Stadel | Giebelständiger Blockbau mit Satteldach und Verbretterung, 16./17. Jahrhundert               | D-3-75-118-60 Wikidata | Stadel |
| Beratzhausen Essenbügl (Standort) | Stadel | Giebelständiger Fachwerkbau mit Satteldach und seitlichem Dachvorschuss, 17./18. Jahrhundert | D-3-75-118-64 Wikidata | Stadel |